# Château d'Ebersdorf
Pour le château près de Vienne, voir château de Kaiserebersdorf.
Le château d'Ebersdorf est un château résidentiel de Thuringe situé à Saalburg-Ebersdorf, dans l'arrondissement de Saale-Orla. Il a été de 1690 à 1848 la résidence des comtes de Reuss-Ebersdorf (de).

## Histoire
Avant l'actuel château il y avait une maison forte qui a été acheté avant 1425 par les seigneurs et baillis de Gera. Après plusieurs changements de propriétaires, le domaine revient à la branche cadette de la maison Reuss en 1670. Le comte Henri X Reuss d'Ebersdorf décida de transformer les anciennes fortifications en une résidence plus contemporaine pour son épouse Erdmuthe Benigna de Solms-Laubach. Lorsque le couple emménagea, Ebersdorf devint une résidence. Le comte entreprit la construction d'un château, qui fut systématiquement agrandi sous ses successeurs.
Le château de style baroque a été construit de 1690 à 1690 en remplacement de l'ancien Wasserburg. Il est formé de quatre ailes régulières entourant une cour. Sa construction est relativement simple, mais sa taille est proportionnelle à celle du comté. Entre 1788 et 1792, l'aile ouest a été refaite en style classique par l'architecte Christian Friedrich Schuricht. Il lui a donné un aspect plus spectaculaire, avec une façade à colonnes donnant sur le parc.

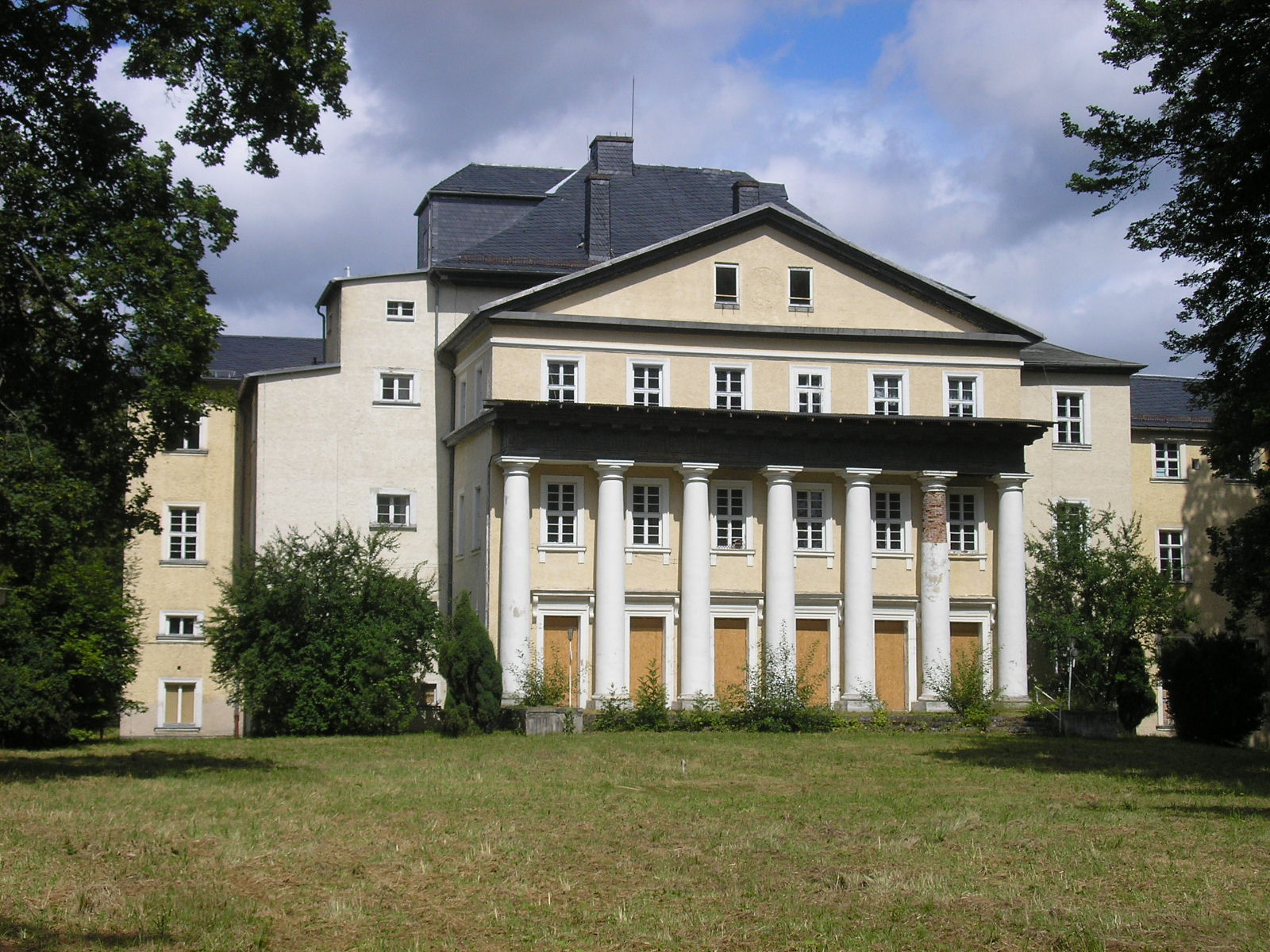
Façade ouest de style classique.
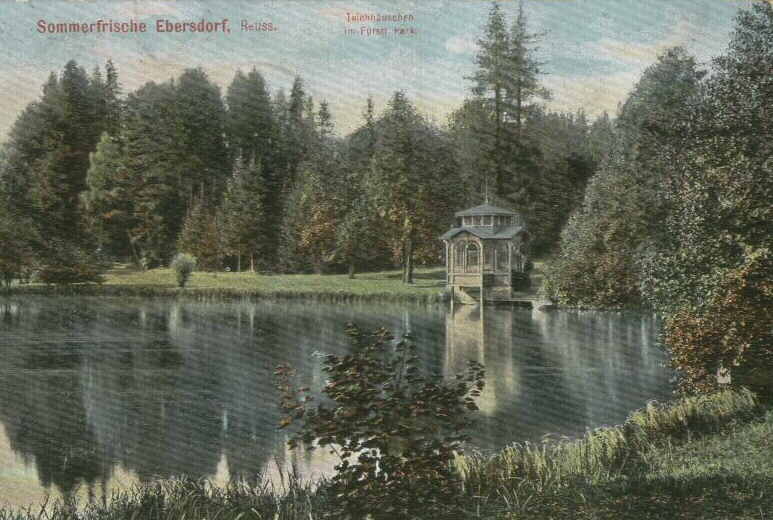
Carte postale ancienne représentant le parc et le chalet de l'étang.
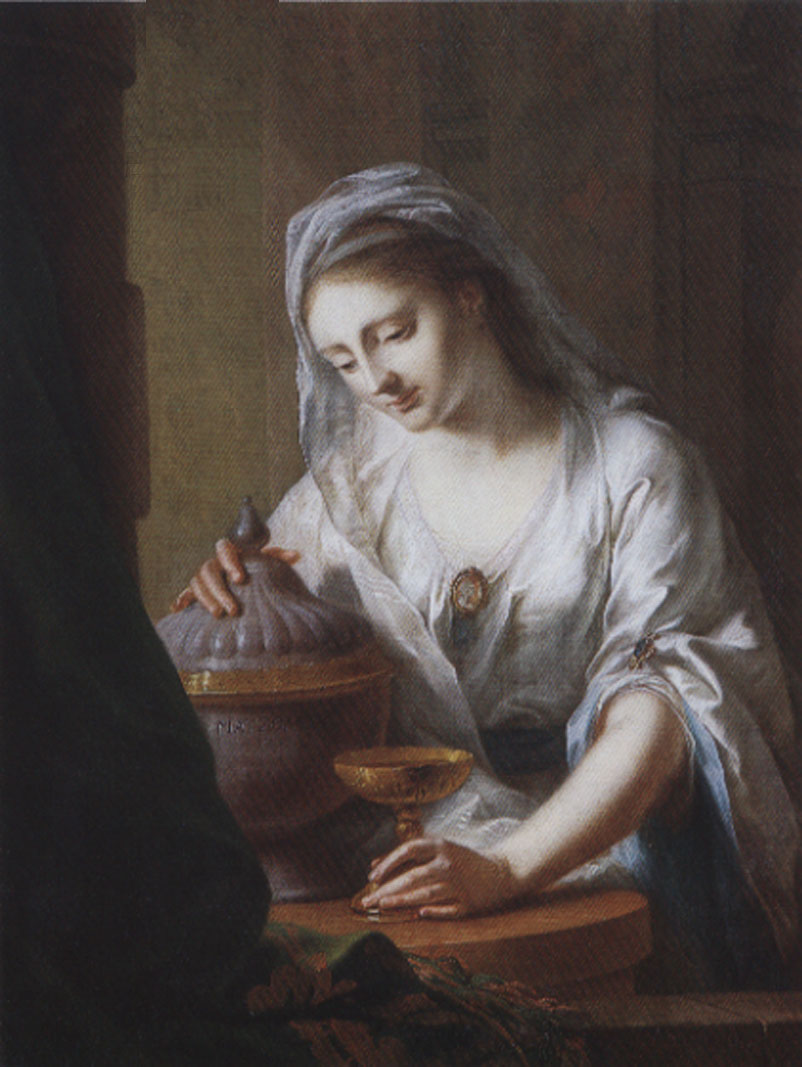
Augusta Reuss d'Ebersdorf comme Artemisia (1775), tableau de Johann Heinrich Tischbein

Le parc du château a été tracé en 1710. Il s'agissait alors d'un jardin à la française, qui a été transformé au XIXe siècle en jardin à l'anglaise, ce qu'il est encore aujourd'hui, avec de nombreux arbres anciens.
L'empereur Napoléon Ier, après avoir assisté au combat de Schleiz contre l'armée prussienne, y a passé la nuit du jeudi 9 au vendredi 10 octobre 1806. Trois lettres signées par lui sont datées d'Ebersdorf, le 10 octobre 1806 (à 5 heures et 8 heures du matin) et c'est d'Ebersdorf qu'il lance sa proclamation « Aux peuples de Saxe » en réponse à l'invasion de la Saxe par les troupes prussiennes le 12 septembre 1806. 
Le château a été une maison de retraite jusqu'en 2000 ; après cela, la maison est restée longtemps vide. En décembre 2017, elle est vendue par l'Arrondissement de Saale-Orla au prince Henri XIX (Hendrik) Reuss pour 100 000 euros. La rénovation de la toiture de l'aile sud a débuté en 2020. À l'avenir, le château servira de résidence au propriétaire et à sa famille.